# Trofeo Manta Open 2006
Il Trofeo Manta Open 2006 è stato un torneo di tennis facente parte della categoria ATP Challenger Series nell'ambito dell'ATP Challenger Series 2006. Il torneo si è giocato a Manta in Ecuador dal 14 al 20 agosto 2006 su campi in cemento.

## Vincitori

### Singolare
Thiago Alves ha battuto in finale  Brian Dabul con il punteggio di 6–2, 6–2

### Doppio
Eric Nunez /  Jean-Julien Rojer hanno battuto in finale  Nicholas Monroe /  Horia Tecău con il punteggio di 6–3, 6–2